# Theridion parvum
Theridion parvum là một loài nhện trong họ Theridiidae.
Loài này thuộc chi Theridion. Theridion parvum được Eugen von Keyserling miêu tả năm 1884.